# Жизнь, которой не было
«Жизнь, которой не было» — российская драма режиссёра Леонида Мазора 2008 года с Владимиром Жеребцовым в главной роли. Фильм снят по мотивам романа Теодора Драйзера «Американская трагедия», действие перенесено в современную Россию:

Мы, конечно, адаптировали историю. Но, честно говоря, субъективные мотивации героев Драйзера очень сходны с мотивациями сегодняшней российской молодежи.— режиссёр сериала Леонид Мазор

## Сюжет
Мир богатых — манящий и соблазнительный, немного нашлось бы людей, отказавшихся попасть в него. История двух братьев Гусевых — Сергея и Александра — наглядно это показывает. Разными жизненными путями пошли братья. Сергей стал успешным предпринимателем и промышленником, владельцем крупного градообразующего швейного комбината в провинциальном захолустном городке, все у него в жизни хорошо — есть и деньги, и карьера, и крепкая дружная семья. А вот у Александра Гусева жизнь сложилась иначе. Бездарный актёр, он всю жизнь прозябает на вторых ролях в захудалом провинциальном драмтеатре. Семья живёт впроголодь, даже кусок хлеба не каждый день бывает на столе. И был у Александра Гусева сын Алёша, мечтавший вырваться из опостылевшей бесконечной нищеты в блистательный мир богатых «хозяев жизни». Для этого он работает со школьной скамьи, добивается успехов, всеми своими успехами он обязан собственному трудолюбию и тщеславию. У него появляются поклонницы. Но ему этого мало. Он сначала влюбляется в бедную девушку из деревни — Наташу Воронцову, она ждет от него ребёнка. Но это не входит в его планы: он давно увлёкся другой девушкой — Александрой, дочерью сенатора Земского, и понимает, что последний и есть тот ключ, который открывает Алексею дверь в высшее общество, о котором он всю жизнь так мечтал. Для того, чтобы достичь вершины карьерной лестницы, он готов пойти на крайние меры. Беременность Наташи путает все его карты, и, чтобы устранить это непредвиденное препятствие, он идёт на страшное преступление — топит Наташу в озере, на берегах которого он, когда-то влюблённый в неё, делал ей пылкие признания в любви.

## В ролях
| Актёр                | Роль                                                        |
| -------------------- | ----------------------------------------------------------- |
| Владимир Жеребцов    | Алексей Гусев                                               |
| Татьяна Догилева     | Елена Гусева, мать Алексея                                  |
| Валерий Афанасьев    | Александр Гусев, отец Алексея                               |
| Григорий Иванец      | Аркадий                                                     |
| Ольга Павловец       | сестра Алексея, Анастасия Гусева                            |
| Сергей Паршин        | Сергей Николаевич Гусев, дядя Алексея                       |
| Тамара Акулова       | Евгения Гусева, супруга Сергея Николаевича Гусева           |
| Алексей Анищенко     | Игорь Гусев, сын Сергея Гусева, двоюродный брат Алексея     |
| Ксения Непотребная   | Ольга Гусева, дочь Сергея Гусева, двоюродная сестра Алексея |
| Валерия Ланская      | Александра Земская                                          |
| Виолетта Давыдовская | Наталья Воронцова                                           |
| Наталья Хорохорина   | мать Натальи Воронцовой                                     |
| Александр Терешко    | отец Натальи Воронцовой                                     |
| Валерий Шальных      | сенатор Олег Вадимович Земский                              |
| Любовь Германова     | Екатерина Павловна Земская, мать Александры                 |
| Валентин Смирнитский | Каштанов, друг Александра Гусева                            |
| Алексей Ванин        | прокурор                                                    |
| Андрей Бутин         | врач-гинеколог                                              |